# Itxassou
Itxassou [itsasu] en français ou Itsasu en basque est une commune française située dans le département des Pyrénées-Atlantiques,(au pays basque) en région Nouvelle-Aquitaine.
Les habitants sont appelés les Itsasuar,.

## Géographie

### Localisation
La commune d'Itxassou se trouve dans le département des Pyrénées-Atlantiques, en région Nouvelle-Aquitaine et est frontalière avec l'Espagne (Communauté forale de Navarre).
Elle se situe à 118 km par la route de Pau, préfecture du département, à 23 km de Bayonne, sous-préfecture, et à 3,6 km de Cambo-les-Bains, bureau centralisateur du canton de Baïgura et Mondarrain dont dépend la commune depuis 2015 pour les élections départementales.
La commune fait en outre partie du bassin de vie de Cambo-les-Bains.
Les communes les plus proches sont : 
Cambo-les-Bains (3,2 km), Espelette (3,6 km), Louhossoa (4,5 km), Halsou (5,2 km), Larressore (5,3 km), Souraïde (5,8 km), Jatxou (6,9 km), Macaye (7,2 km), et Bidarray (10 km).
Son point culminant est l'Artzamendi (924 m), plus haut sommet de la province du Labourd.
Sur le plan historique et culturel, Itxassou fait partie de la province du Labourd, un des sept territoires composant le Pays basque,. Le Labourd est traversé par la vallée alluviale de la Nive et rassemble les plus beaux villages du Pays basque. Depuis 1999, l'Académie de la langue basque ou Euskalzaindia divise le territoire du Labourd en six zones,. La commune est dans la zone Lapurdi Garaia (Haut-Labourd), au sud de ce territoire.

### Communes limitrophes
Les communes limitrophes sont  Ainhoa, Baztan, Bidarray, Cambo-les-Bains, Espelette, Larressore et Louhossoa.
| Larressore                  | Cambo-les-Bains |           |
| Espelette                   | Itxassou        | Louhossoa |
| Ainhoa (par un quadripoint) | Baztan (es)     | Bidarray  |

### Hydrographie
La commune est traversée par la Nive et par ses affluents :
d'amont en aval :
- (D) la Mouline, de Louhossoa
- (G) Fagalxuriko erreka
- (D) Lakoenbordaldeko erreka
- (G) Attinieko erreka de Gibelarte
- (D) Izokiko erreka
- (G) Bordaxuriko erreka
  - (G) Loseteneko erreka (ou Joseteneko erreka ?)
- (G) Belotzeko erreka
- (G) Aphalaeneko erreka
- (G) erreka handia, né erreka gaitz
- (G) Leizarraga ou Laxia, de Burkaitz (vers l'Artzamendi), et ses affluents :
  - (G) Ithurrarteko erreka, du Mondarrain
    - (G) Bordagaineko erreka, du col de Legarre

  - (D) Markiztako erreka, du Malda
  - (D) Hegi zorrotza
  - (D) Naparruntzeko erreka
  - (D) Berandotzeko erreka
    - (D) Halegiko bordako erreka
    - (D) Artagiako bordako erreka

  - (D) Istiletako erreka
  - (D) Antsategiko erreka
  - (G) Iriberriko erreka
  - (D) Arretxemendiko erreka
  - (G) Peruskiko bordako erreka
- (G) Bigaztanako erreka
- (G) Basaburuko erreka ou ruisseau de Basseboure[18]
- (G) Arrec de Panneau
- (G) Haltzuia ou Urotchéko erreka et ses affluents :
  - (D) Uharteko erreka
    - (G) Inbideako ulhuria

L'Haitzagerriko erreka, un tributaire du Larreko erreka qui alimente la Nivelle, arrose également la commune.

### Climat
Pour des articles plus généraux, voir Climat de la Nouvelle-Aquitaine et Climat des Pyrénées-Atlantiques.
Historiquement, la commune est exposée à un micro climat océanique basque.  
En 2020, Météo-France publie une typologie des climats de la France métropolitaine dans laquelle la commune est exposée à un climat de montagne et est dans la région climatique Pyrénées atlantiques, caractérisée par une pluviométrie élevée (>1 200 mm/an) en toutes saisons, des hivers très doux (7,5 °C en plaine) et des vents faibles.
Pour la période 1971-2000, la température annuelle moyenne est de 14,1 °C, avec une amplitude thermique annuelle de 12,4 °C. Le cumul annuel moyen de précipitations est de 1 763 mm, avec 13,1 jours de précipitations en janvier et 8,9 jours en juillet. Pour la période 1991-2020, la température moyenne annuelle observée sur la station météorologique la plus proche, située sur la commune d'Espelette à 4 km à vol d'oiseau, est de 14,6 °C et le cumul annuel moyen de précipitations est de 1 723,4 mm,. Pour l'avenir, les paramètres climatiques de la commune estimés pour 2050 selon différents scénarios d’émission de gaz à effet de serre sont consultables sur un site dédié publié par Météo-France en novembre 2022.

### Milieux naturels et biodiversité

#### Réseau Natura 2000
Le réseau Natura 2000 est un réseau écologique européen de sites naturels d'intérêt écologique élaboré à partir des Directives « Habitats » et « Oiseaux », constitué de zones spéciales de conservation (ZSC) et de zones de protection spéciale (ZPS).
Deux sites Natura 2000 ont été définis sur la commune au titre de la « directive Habitats », : 
- le « massif du Mondarrain et de l'Artzamendi », d'une superficie de 5 792 ha, présentant une densité de milieux à caractère tourbeux et la présence d’espèces spécifiques au territoire, liées aux conditions de confinement et d’humidité importants des vallons du massif[28] ;
- « la Nive », d'une superficie de 9 473 ha, un des rares bassins versants à accueillir l'ensemble des espèces de poissons migrateurs du territoire français, excepté l'Esturgeon européen[29] ;

et une au titre de la « directive Oiseaux », : 
- la « vallée de la Nive des Aldudes, Col de Lindux », d'une superficie de 14 767 ha, un massif montagneux schisteux à nombreux faciès rupestres, et pelouses montagnardes[30].

#### Zones naturelles d'intérêt écologique, faunistique et floristique
L’inventaire des zones naturelles d'intérêt écologique, faunistique et floristique (ZNIEFF) a pour objectif de réaliser une couverture des zones les plus intéressantes sur le plan écologique, essentiellement dans la perspective d’améliorer la connaissance du patrimoine naturel national et de fournir aux différents décideurs un outil d’aide à la prise en compte de l’environnement dans l’aménagement du territoire.
Deux ZNIEFF de type 1 sont recensées sur la commune, : 
la « Crête d'Iparla et Artzamendi » (2 125,65 ha), couvrant 3 communes du département et 
le « massif du Mondarrain et vallon du Laxia » (1 481,03 ha), couvrant 2 communes du département
et deux ZNIEFF de type 2,, : 
- les « montagnes et vallées des Aldudes, massifs du Mondarrain et de l'Artzamendi » (23 074,84 ha), couvrant 9 communes du département[34] ;
- le « réseau hydrographique des Nives » (3 596,23 ha), couvrant 33 communes du département[35].

#### Site inscrit à l'inventaire du département
Depuis le 20 août 1970, la zone montagneuse située sur la rive gauche du Laxia et de la Nive fait partie du site "Ensemble dit du Labourd" inscrit à l’inventaire des sites du département des Pyrénées-Atlantiques.

## Urbanisme

### Typologie
Au 1er janvier 2024, Itxassou est catégorisée petite ville, selon la nouvelle grille communale de densité à sept niveaux définie par l'Insee en 2022.
Elle est située hors unité urbaine. Par ailleurs la commune fait partie de l'aire d'attraction de Bayonne (partie française), dont elle est une commune de la couronne,. Cette aire, qui regroupe 56 communes, est catégorisée dans les aires de 200 000 à moins de 700 000 habitants,.

### Occupation des sols

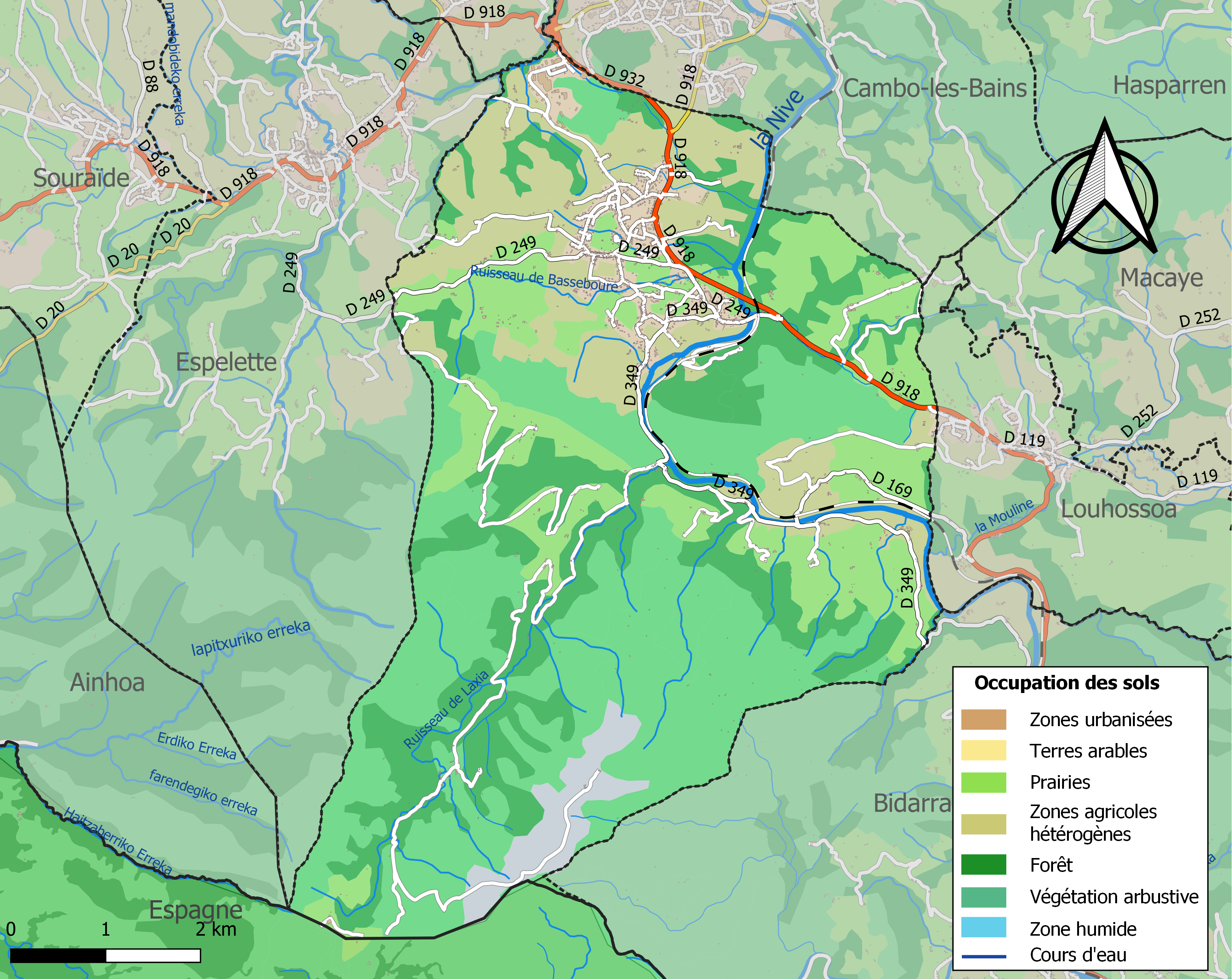
Carte des infrastructures et de l'occupation des sols de la commune en 2018 (CLC).

L'occupation des sols de la commune, telle qu'elle ressort de la base de données européenne d’occupation biophysique des sols Corine Land Cover (CLC), est marquée par l'importance des forêts et milieux semi-naturels (60,3 % en 2018), en augmentation par rapport à 1990 (59,4 %). La répartition détaillée en 2018 est la suivante : 
milieux à végétation arbustive et/ou herbacée (34,4 %), forêts (22,8 %), prairies (19,3 %), zones agricoles hétérogènes (16,3 %), zones urbanisées (3,5 %), espaces ouverts, sans ou avec peu de végétation (3 %), zones industrielles ou commerciales et réseaux de communication (0,6 %). L'évolution de l’occupation des sols de la commune et de ses infrastructures peut être observée sur les différentes représentations cartographiques du territoire : la carte de Cassini (XVIIIe siècle), la carte d'état-major (1820-1866) et les cartes ou photos aériennes de l'IGN pour la période actuelle (1950 à aujourd'hui).

### Quartiers
La commune compte 14 quartiers:
- Bassebourre en limite géographique d'Espelette ;
- Berandotz en direction de l'Artzamendi ;
- Église autour de l'église Saint-Fructueux (XVIIe siècle);
- Errobi le long de l'ancienne route vers Louhossoa ;
- Gerasto et Ortzia au pied du Mondarrain ;
- Irigoinia pour la zone de lotissements située au nord de La Place ;
- Izoki au-dessus de la rive droite de la Nive en remontant vers Louhossoa ;
- La Place au centre du village, autour de la Place du Fronton ;
- Laxia juste en amont du site naturel du Pas de Roland ;
- Olhasur au nord de la D918, en limite géographique de Cambo-les-Bains et de Louhossoa ;
- Panekau pour la colline située au nord du village en limite géographique de Cambo-les-Bains.
- Xerenda et Gibelarte en remontant la rive gauche de la Nive vers Bidarray ;

### Voies de communication et transports
La commune se situe à l'intersection des routes départementales D 918 et D 932. Le réseau de voirie local s'articule autour des routes départementales D 249, D 349 et D 169.
Le réseau routier communal secondaire, ainsi que la route départementale D349 dans la gorge du Pas de Roland, est particulièrement étroit et pentu, avec des pourcentages pouvant atteindre 20 %.
La gare d'Itxassou, du côté est de la Nive, est desservie par la ligne Bayonne - Saint-Jean-Pied-de-Port.

### Risques majeurs
Le territoire de la commune d'Itxassou est vulnérable à différents aléas naturels : météorologiques (tempête, orage, neige, grand froid, canicule ou sécheresse), inondations, feux de forêts, mouvements de terrains et séisme (sismicité moyenne). Un site publié par le BRGM permet d'évaluer simplement et rapidement les risques d'un bien localisé soit par son adresse soit par le numéro de sa parcelle.
Certaines parties du territoire communal sont susceptibles d’être affectées par le risque d’inondation par une crue torrentielle ou à montée rapide de cours d'eau, notamment la Nive. La commune a été reconnue en état de catastrophe naturelle au titre des dommages causés par les inondations et coulées de boue survenues en 1982, 1983, 1995, 2009, 2014 et 2021,.
Itxassou est exposée au risque de feu de forêt. En 2020, le premier plan de protection des forêts contre les incendies (PDPFCI) a été adopté pour la période 2020-2030. La réglementation des usages du feu à l’air libre et les obligations légales de débroussaillement dans le département des Pyrénées-Atlantiques font l'objet d'une consultation de public ouverte du 16 septembre au 7 octobre 2022,.
Les mouvements de terrains susceptibles de se produire sur la commune sont des affaissements et effondrements liés aux cavités souterraines (hors mines). Afin de mieux appréhender le risque d’affaissement de terrain, un inventaire national permet de localiser les éventuelles cavités souterraines sur la commune.

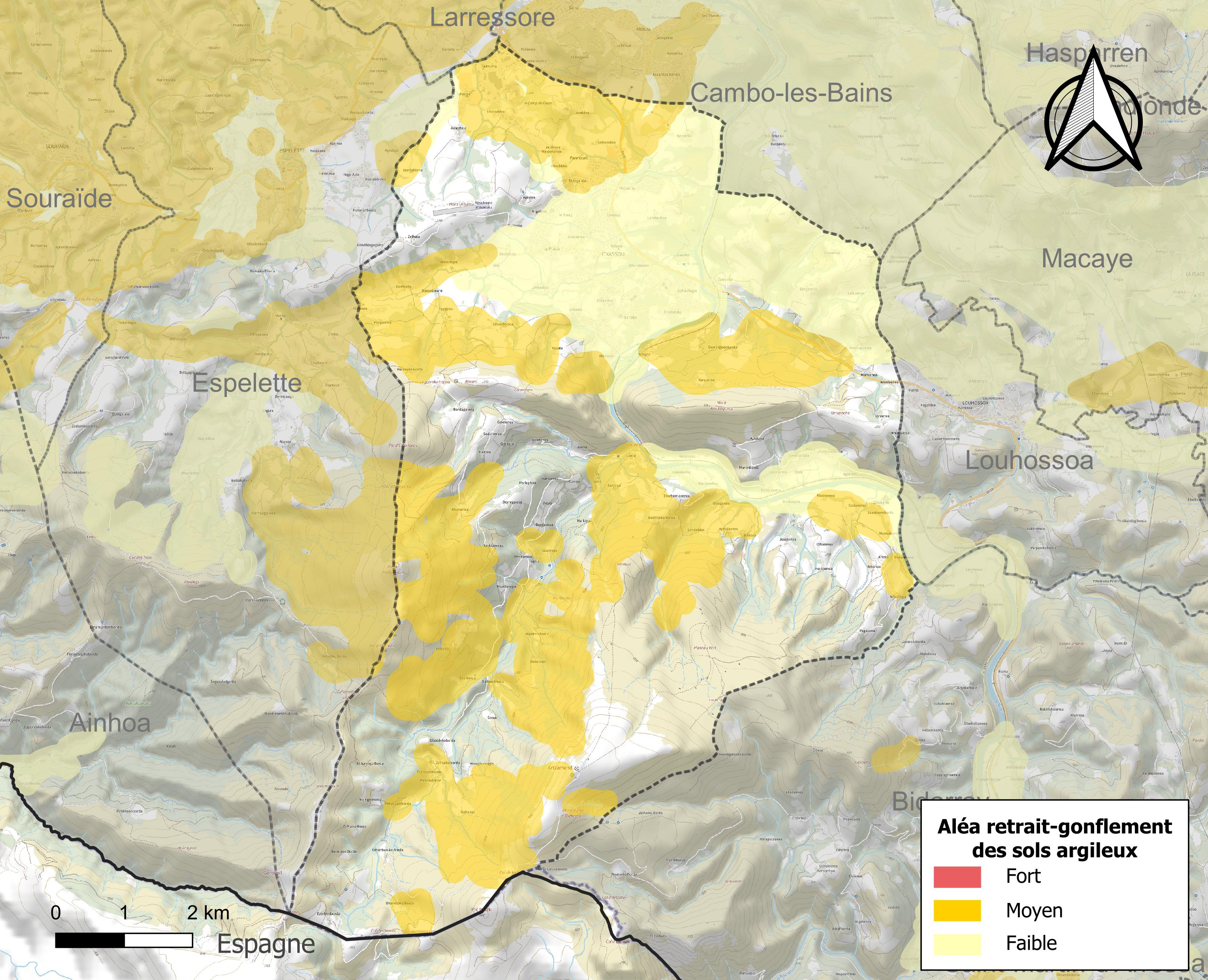
Carte des zones d'aléa retrait-gonflement des sols argileux d'Itxassou.

Le retrait-gonflement des sols argileux est susceptible d'engendrer des dommages importants aux bâtiments en cas d’alternance de périodes de sécheresse et de pluie. 35,8 % de la superficie communale est en aléa moyen ou fort (59 % au niveau départemental et 48,5 % au niveau national). Depuis le 1er octobre 2020, en application de la loi ELAN, différentes contraintes s'imposent aux vendeurs, maîtres d'ouvrages ou constructeurs de biens situés dans une zone classée en aléa moyen ou fort,.

## Toponymie
Le toponyme signifie « lieu où le genêt abonde », itsas ou isats (genêt) suivi du suffixe -tzu (abondant). Tout comme les villages d'Ezkio-Itsaso, Itsasondo, Itsaso ou Jatxou ou Jaxu, on le retrouve un peu partout à travers le Pays basque.

### Attestations anciennes
Le toponyme Itxassou apparaît sous les formes 
Ytssassu (1264),
Sanctus Fructuosus d'Itsatsou (1685, collations du diocèse de Bayonne), 
Union (1793),
Itsatsou (1863, dictionnaire topographique Béarn-Pays basque) et
Itsasu au XIXe siècle.

### Graphie basque
Son nom basque actuel est Itsasu .

## Histoire

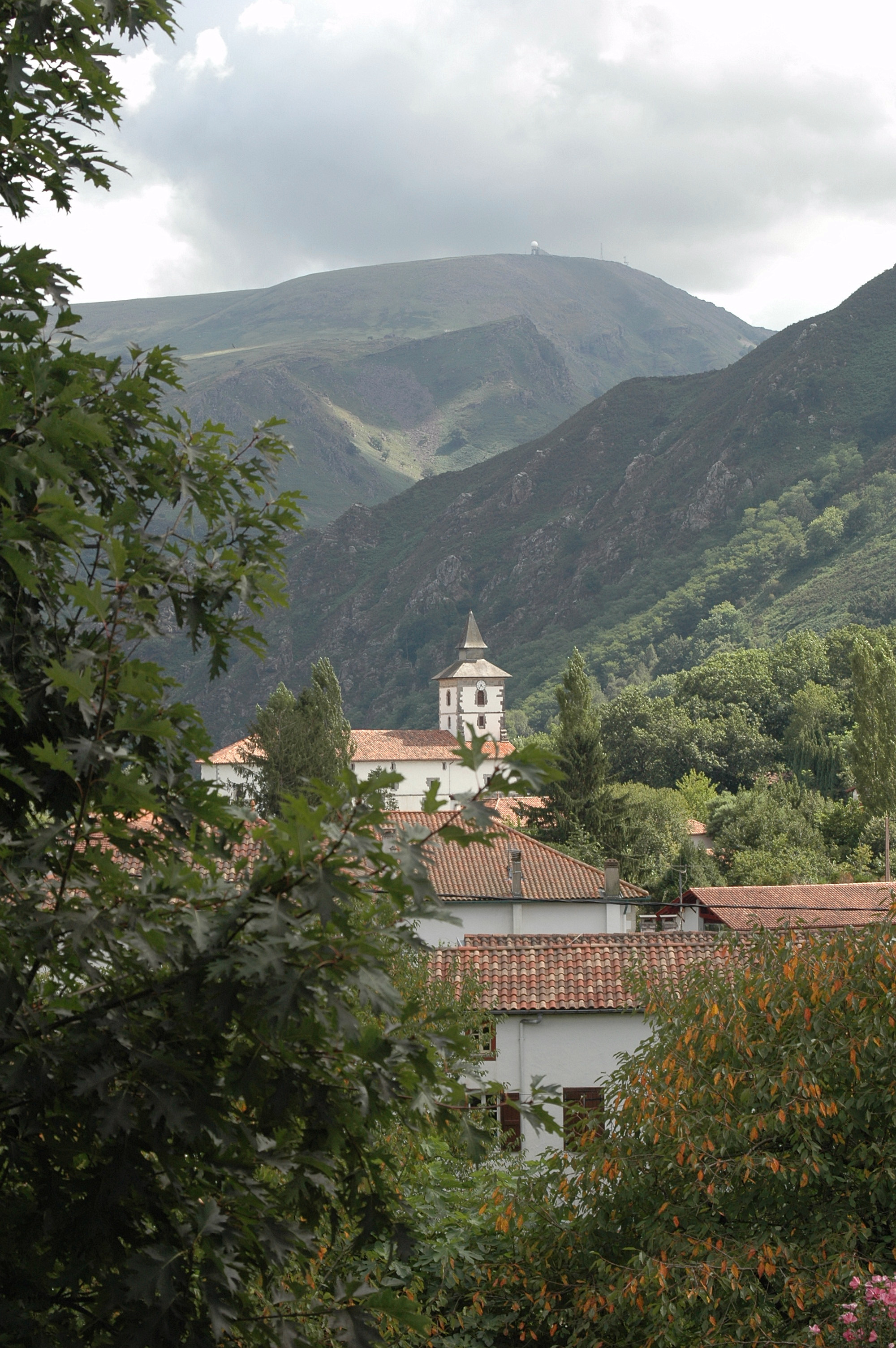
Vue sur l'église et l'Artzamendi (926 m).

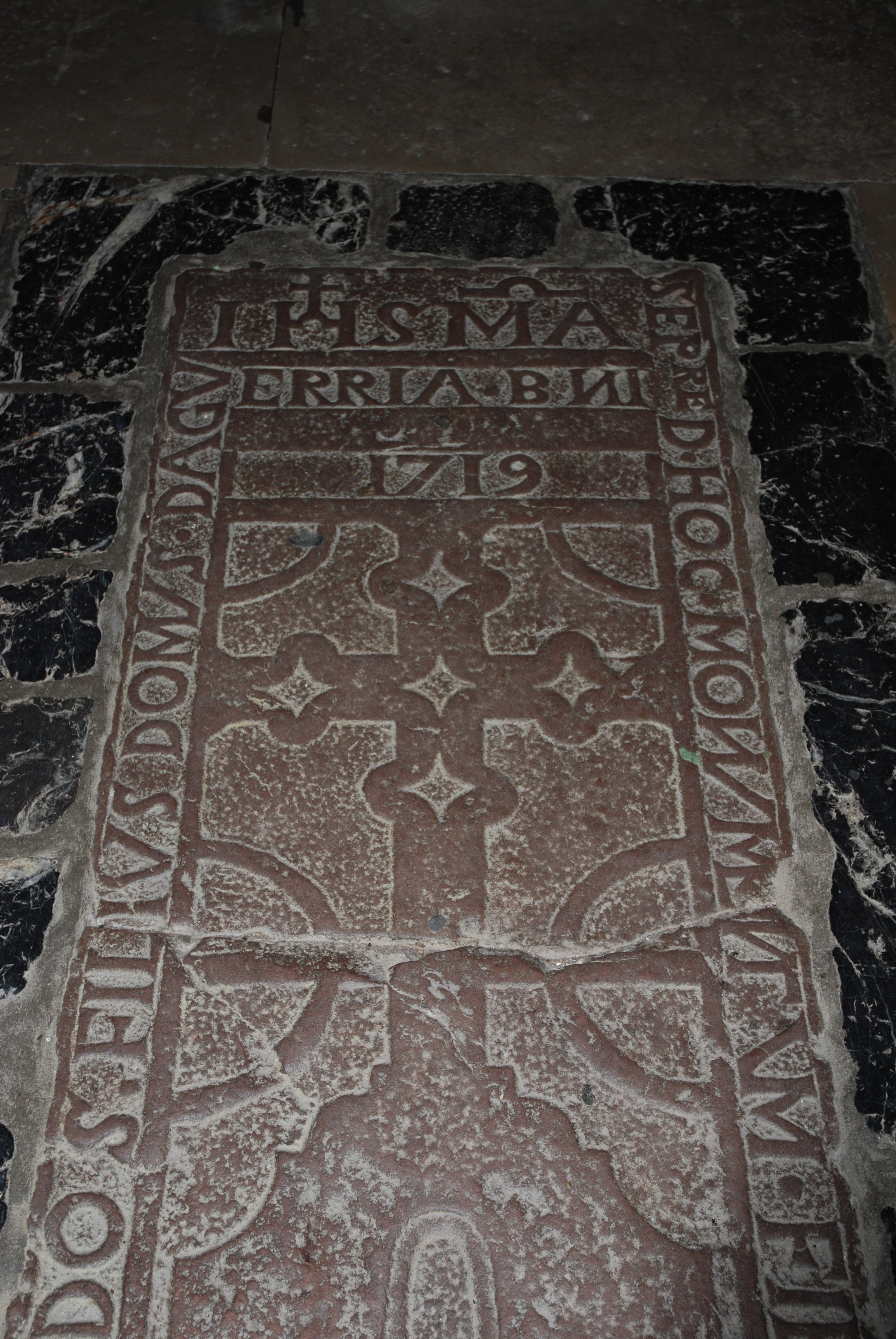
Pierre tombale datant de 1719, dans l'église Saint-Fructueux.

On peut voir des vestiges funéraires protohistoriques (cromlechs) au col de Mehatxe (ou Mehatse - 716 m) sur l'Artzamendi.
Au sommet du Mondarrain, un château ou une tour de guet appartenant au roi de Navarre, et dont il ne reste que des vestiges, fut construit au Moyen Âge. Le site fut occupé jusqu'au XVe siècle.
La loi du 4 mars 1790, qui détermina un nouveau paysage administratif de la France en créant des départements et des districts, décida de la naissance du département des Basses-Pyrénées en réunissant le Béarn, les terres gasconnes de Bayonne et de Bidache, et les trois provinces basques françaises. Pour ces dernières, trois districts furent créés : Mauléon, Saint-Palais et Ustaritz, qui remplaça le bailliage du Labourd. Le siège d'Ustaritz fut transféré presque immédiatement à Bayonne. Son Directoire incita un grand nombre de municipalités à adopter de nouveaux noms conformes à l'esprit de la Révolution. Ainsi Itxassou s'appela Union, Ustaritz devint Marat-sur-Nive, Arbonne : Constante, Saint-Étienne-de-Baïgorry : Thermopyles, Saint-Palais : Mont-Bidouze, Saint-Jean-Pied-de-Port : Nive-Franche, Louhossoa : Montagne-sur-Nive, Saint-Jean-de-Luz : Chauvin-Dragon, Ainhoa : Mendiarte et Souraïde : Mendialde.
En 1794, au plus fort de la Terreur, et à la suite de la désertion de quarante-sept jeunes gens d'Itxassou, le Comité de salut public (arrêté du 13 ventôse an II - 3 mars 1794) fit arrêter et déporter une partie des habitants (hommes, femmes et enfants) d'Ainhoa, Ascain, Espelette, Itxassou, Sare et Souraïde, décrétées, comme les autres communes proches de la frontière espagnole, communes infâmes. Cette mesure fut étendue à Biriatou, Cambo, Larressore, Louhossoa, Mendionde et Macaye.

Les habitants furent « réunis dans diverses maisons nationales, soit dans le district d'Ustaritz, soit dans celles de la Grande Redoute, comme de Jean-Jacques Rousseau ». En réalité, ils furent regroupés dans les églises, puis déportés dans des conditions très précaires à Bayonne, Capbreton, Saint-Vincent-de-Tyrosse et à Ondres. Les départements où furent internés les habitants des communes citées furent le Lot, le Lot-et-Garonne, le Gers, les Landes, les Basses-Pyrénées (partie béarnaise) et les Hautes-Pyrénées.

Le retour des exilés et le recouvrement de leurs biens furent décidés par une série d'arrêtés pris le 29 septembre et le 1er octobre 1794, poussés dans ce sens par le directoire d'Ustaritz : « Les ci-devant communes de Sare, Itxassou, Ascain, Biriatou et Serres, dont les habitants internés il y a huit mois par mesure de sûreté générale, n'ont pas été cultivées. Les habitants qui viennent d'obtenir la liberté de se retirer dans leurs foyers, demandent à grands cris des subsistances sans qu'on puisse leur procurer les moyens de satisfaire à ce premier besoin de l'homme, la faim. ». La récupération des biens ne se fit pas sans difficulté ; ceux-ci avaient été mis sous séquestre mais n'avaient pas été enregistrés et avaient été livrés au pillage : « Les biens, meubles et immeubles des habitants de Sare, n'ont été ni constatés ni légalement décrits ; tous nos meubles et effets mobiliers ont été enlevés et portés confusément dans les communes voisines. Au lieu de les déposer dans des lieux sûrs, on en a vendu une partie aux enchères, et une autre partie sans enchères. »
Itxassou est aussi connue pour ses fameuses mines d'or exploitées pendant très longtemps.
Le 15 avril 1963, pour affirmer l'existence de la nation basque, un rejeton du chêne historique de Guernica a été planté à deux pas de l'Hôtel du Chêne. Et une poignée de nationalistes de proclamer dans la Charte d'Itxassou : "Nous, Basques, sommes un peuple, une nation, une démocratie." Ainsi naissait le mouvement politique Enbata.

## Héraldique
| Blason | Blasonnement : Écartelé : au 1er de Labourd (d’or au lion de gueules tenant de sa dextre un dard péri en barre du même, parti d’azur à une fleur de lys d’or) ; au 2d du Pays basque (de gueules au sautoir de sinople, à la croix d’argent brochant sur le tout) ; au 3e d’or à deux cerises au naturel liées et posées en pal ; au 4e d’azur à un fronton d’or posé sur une champagne de sinople et un bâton de marche de sable posé en barre brochant sur le tout. |

## Politique et administration

### Liste des maires
| Période | Période | Identité             | Étiquette | Qualité |
| ------- | ------- | -------------------- | --------- | ------- |
| 1796    | 1797    | M. Dominique Duronto |           |         |
| 1797    | 1798    | M. Martin Bidegain   |           |         |
| 1798    | 1799    | M. Jean Jo(u)anchuto |           |         |
| 1799    | 1800    | M. Jean Hirigoyen    |           |         |

| Période       | Période                    | Identité                               | Étiquette       | Qualité                              |
| ------------- | -------------------------- | -------------------------------------- | --------------- | ------------------------------------ |
| 1800          | 1807                       | M. Louis David                         |                 |                                      |
| 1808          | 1816                       | M. Pierre Oxandabaratz                 |                 |                                      |
| janvier 1817  | janvier 1832               | M. Dominique David                     |                 | Docteur en Médecine                  |
| janvier 1832  | décembre 1843              | M. Domingo Segura                      |                 |                                      |
| décembre 1843 | juillet 1852               | M. Pierre Segura                       |                 |                                      |
| juillet 1852  | mai 1853                   | M. Jean-Odon Sainte-Marie Van Oosterom |                 | Inspecteur divisionnaire des Douanes |
| novembre 1853 | juillet 1860               | M. Pierre Dorcasberro                  |                 |                                      |
| juillet 1860  | mars 1874                  | M. Guillaume Berouet                   |                 |                                      |
| mars 1874     | mai 1888                   | M. Martin Teillery                     |                 |                                      |
| mai 1888      | juin 1893                  | M. Dominique Berouet                   |                 |                                      |
| juin 1893     | mai 1904                   | M. Dominique Etchegaray                |                 |                                      |
| mai 1904      | juin 1923                  | M. Sauveur Teillery                    |                 |                                      |
| juin 1923     | mai 1925                   | M. Martin Louis Teillery               |                 |                                      |
| mai 1925      | octobre 1947               | M. Pierre Etchepare                    |                 |                                      |
| octobre 1947  | mars 1965                  | M. Edouard Gabriel                     |                 |                                      |
| mars 1965     | janvier 1971               | M. Henri Signarbieux                   |                 |                                      |
| 1971          | 1971                       | M. Georges Neys                        |                 |                                      |
| 1971          | 1972                       | M. René Bonnet                         |                 |                                      |
| décembre 1972 | mars 1983                  | M. Jean Mendivil                       |                 |                                      |
| mars 1983     | mars 2001                  | M. Pierre Iharour                      | DVD             | Chef d'entreprise                    |
| mars 2001     | juillet 2020               | M. Roger Gamoy                         | DVD puis UMP-LR | Salarié du privé retraité            |
| juillet 2020  | En cours (au 3 avril 2023) | M. Mizel Hiribarren                    | EHBAI           | Agriculteur exploitant retraité      |

### Intercommunalité
Itxassou fait partie de neuf structures intercommunales :
- la communauté d'agglomération du Pays Basque ;
- le SIVU Artzamendi ;
- le SIVU pour la mise en œuvre du programme Natura 2000 sur le site du massif Mondarrain et de l’Artzamendi ;
- le syndicat d’énergie des Pyrénées-Atlantiques ;
- le syndicat intercommunal pour la gestion du centre Txakurrak ;
- le syndicat intercommunal pour le soutien à la culture basque ;
- le syndicat mixte d'alimentation en eau potable Ura ;
- le syndicat mixte d’assainissement collectif et non collectif Ura (à la carte) ;
- le syndicat mixte du bassin versant de la Nive.

Itxassou accueille le Pôle territorial Errobi de la communauté d'agglomération du Pays Basque, ainsi que le siège du SIVU pour la mise en œuvre du programme Natura 2000 sur le site du massif Mondarrain et de l’Artzamendi.

## Population et société

### Démographie
L'évolution du nombre d'habitants est connue à travers les recensements de la population effectués dans la commune depuis 1793. Pour les communes de moins de 10 000 habitants, une enquête de recensement portant sur toute la population est réalisée tous les cinq ans, les populations de référence des années intermédiaires étant quant à elles estimées par interpolation ou extrapolation. Pour la commune, le premier recensement exhaustif entrant dans le cadre du nouveau dispositif a été réalisé en 2008.

En 2022, la commune comptait 2 204 habitants, en évolution de +5,86 % par rapport à 2016 (Pyrénées-Atlantiques : +3,78 %, France hors Mayotte : +2,11 %).
| 1793  | 1800  | 1806  | 1821  | 1831  | 1836  | 1841  | 1846  | 1851  |
| ----- | ----- | ----- | ----- | ----- | ----- | ----- | ----- | ----- |
| 1 649 | 1 461 | 1 467 | 1 520 | 1 513 | 1 551 | 1 516 | 1 538 | 1 537 |

| 1856  | 1861  | 1866  | 1872  | 1876  | 1881  | 1886  | 1891  | 1896  |
| ----- | ----- | ----- | ----- | ----- | ----- | ----- | ----- | ----- |
| 1 463 | 1 470 | 1 434 | 1 409 | 1 448 | 1 461 | 1 552 | 1 431 | 1 438 |

| 1901  | 1906  | 1911  | 1921  | 1926  | 1931  | 1936  | 1946  | 1954  |
| ----- | ----- | ----- | ----- | ----- | ----- | ----- | ----- | ----- |
| 1 451 | 1 482 | 1 453 | 1 384 | 1 369 | 1 381 | 1 377 | 1 391 | 1 176 |

| 1962  | 1968  | 1975  | 1982  | 1990  | 1999  | 2006  | 2008  | 2013  |
| ----- | ----- | ----- | ----- | ----- | ----- | ----- | ----- | ----- |
| 1 134 | 1 175 | 1 218 | 1 297 | 1 563 | 1 770 | 1 970 | 2 026 | 2 026 |

| 2018  | 2022  | - | - | - | - | - | - | - |
| ----- | ----- | - | - | - | - | - | - | - |
| 2 184 | 2 204 | - | - | - | - | - | - | - |

## Économie
Itxassou fait partie de la zone AOC de production du piment d'Espelette. L'activité est principalement agricole. La commune fait partie de la zone d'appellation de l'ossau-iraty.
1994 vit la création du GIE Cerise d'Itxassou/Itsasu, destiné à relancer la production et la commercialisation de la cerise d'Itxassou.

Personne ne sait comment ni pourquoi la cerise beltxa est apparue à Itxassou, mais depuis qu'une poignée d'agriculteurs a relancé sa production vers les années 1990, elle est désormais considérée comme l'un des fleurons de la production française. Au point que la localité a créé en 2008 un conservatoire de la cerise. Son rôle ? Sauvegarder les espèces rares de la région et tester de nouvelles greffes. En 2012, 4 200 cerisiers couvrent les collines d'Ixtassou contre à peine 1 000 il y a dix ans.
La zone d'activités Errobi accueille des entreprises industrielles, artisanales et commerciales. La plus importante est le Laboratoire pharmaceutique Renaudin (200 à 250 employés), installé depuis 1979. L'atelier de meubles contemporains Alki y est basé depuis sa création en 1981.

## Culture locale et patrimoine

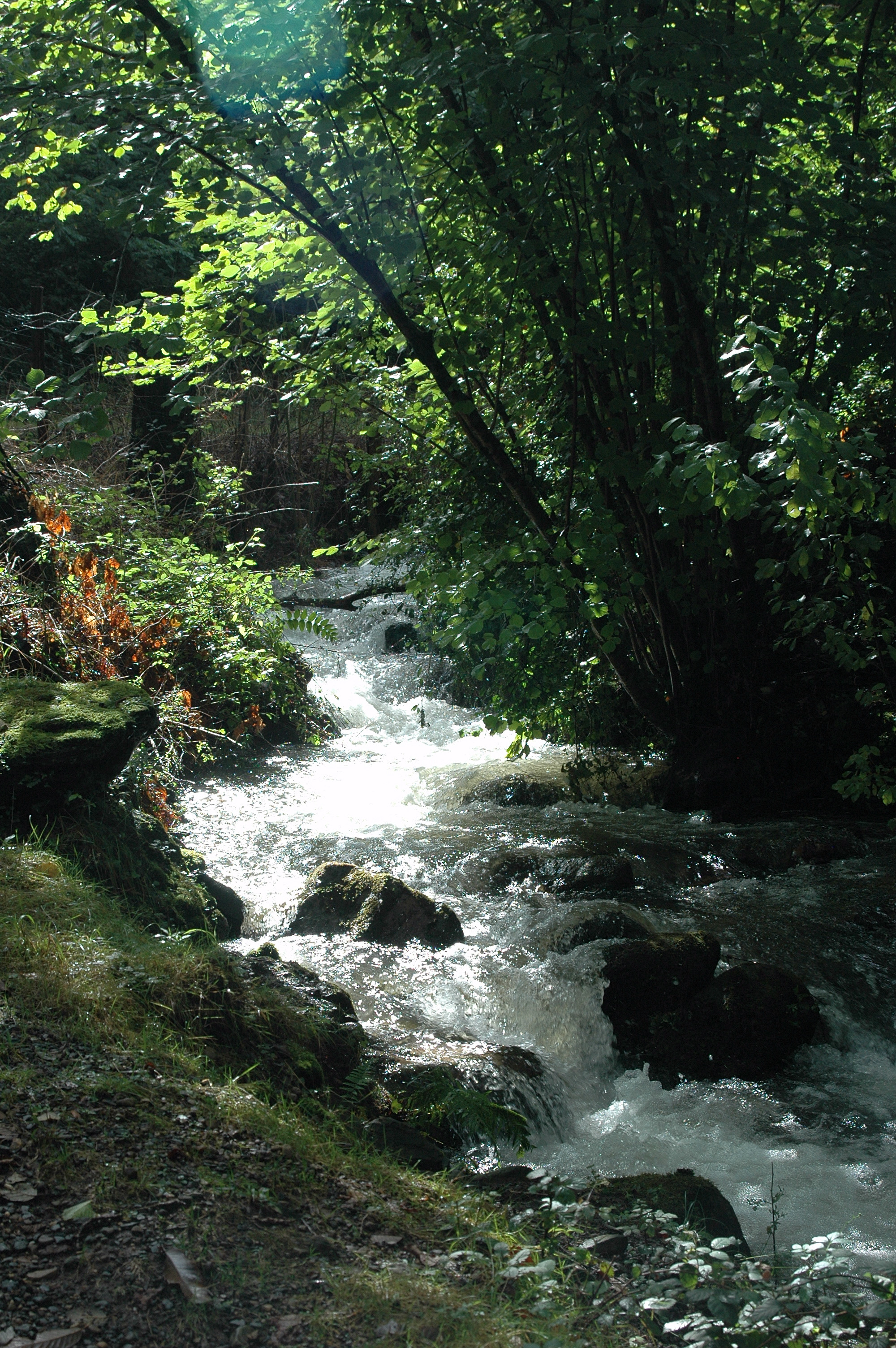
Le ruisseau du Laxia, affluent de la Nive.
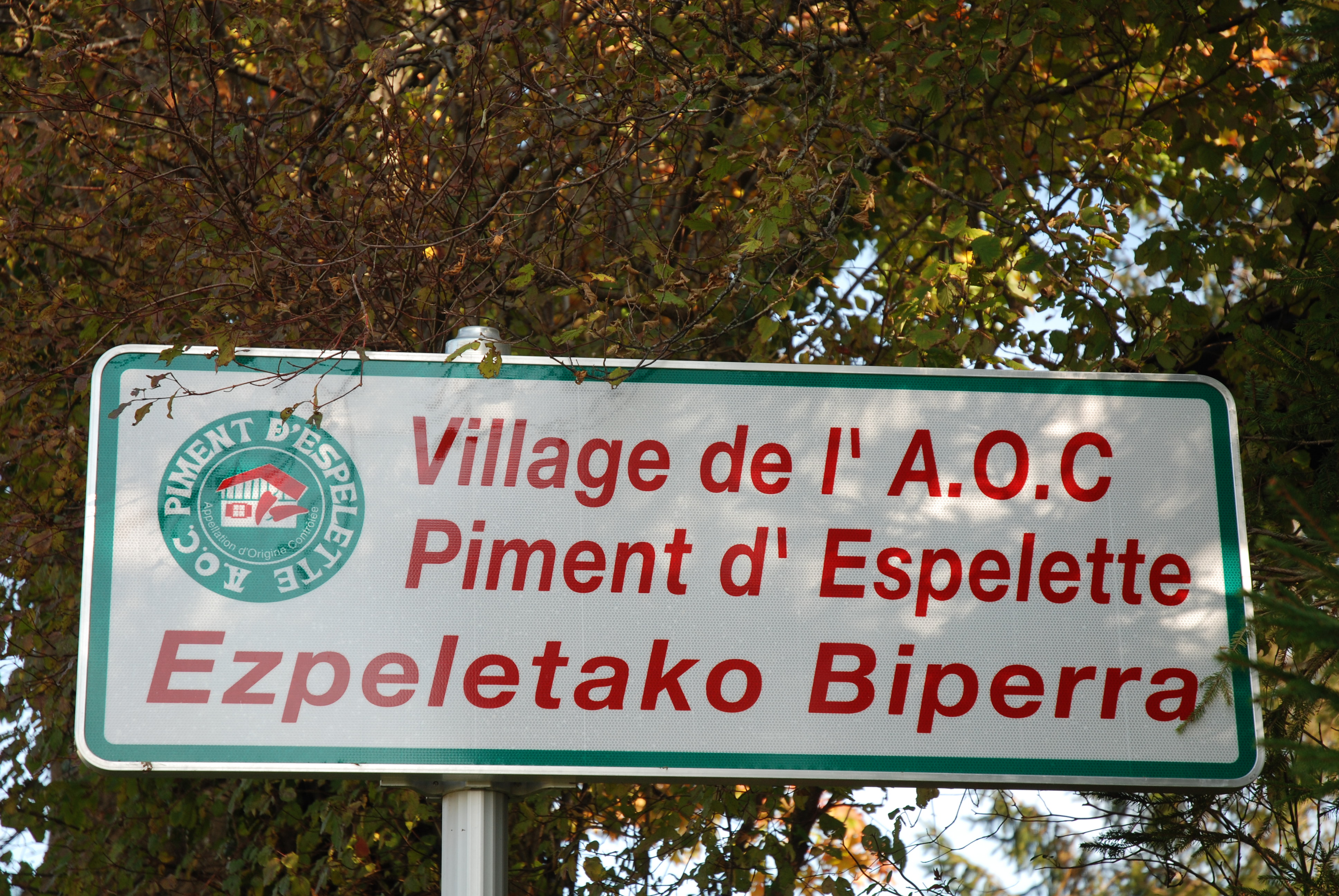
Panneau à l'entrée du village - Appartenance à l'AOC piment d'Espelette.

### Langues
En 2010, la population bascophone était de 42.2%.
D'après la Carte des Sept Provinces Basques éditée en 1863 par le prince Louis-Lucien Bonaparte, le dialecte basque parlé à Itxassou est le bas-navarrais occidental.

### Patrimoine culturel immatériel
Chaque année au début du mois de juin a lieu la fête de la cerise, cette fête a été inscrite par le ministère de la culture à l'inventaire du patrimoine culturel immatériel en France en 2013.
Itxassou tire une partie de sa renommée de ses cerises noires, qui sont utilisées dans les gâteaux basques, et en accompagnement des fromages de brebis. Dès le mois de mars, la campagne se pare des fleurs des cerisiers des variétés xapata, beltxa ou peloa.
Chaque année, le dernier week-end du mois de mai, a lieu la Fête de la Confrérie de la Cerise d’Itxassou.

### Patrimoine civil
Le cromlech d'Arluxatta est un vestige de la protohistoire, tout comme ceux de Meatse, Meatseko-Biskarra, Iuskadi, Zelaïou ou Mendittipia. Ces sites sont classés à l'inventaire des monuments historiques.
Une place forte protohistorique (Gaztelu zahar) est visible au lieu-dit Belozea.
L'ancienne poste est un bon exemple de l'architecture régionaliste de l'entre-deux guerres.
La commune a érigé en 1995 une stèle des évadés de France, à la mémoire des résistants qui quittèrent la France pour rejoindre l'Armée de la libération via l'Espagne durant la Seconde Guerre mondiale.
En bordure de la route départementale 918 est érigé un Mémorial du Pays Basque aux 103 morts d'Afrique du Nord.
|  |  |  |

### Patrimoine religieux
L'église Saint-Fructueux,, datant du XVIIe siècle, est classée à l'inventaire des monuments historiques. Elle se caractérise par un clocher-porche et des galeries superposées sur 3 côtés. Elle recèle un retable et une chaire richement décorés, ainsi qu'un tableau de Saenredam (au presbytère) et différents objets et mobiliers inventoriés par le ministère de la Culture.

Le cimetière qui entoure l'église est riche en stèles discoïdales et tabulaires.
|  |  |  |

|  |  |  |

### Patrimoine environnemental
Des sentiers de randonnée mènent aux sommets du Mont Urzumu, du Mont Atharri, du Mondarrain et de l'Artzamendi, ou jusqu'au calvaire qui surplombe Ainhoa.
Les tourbières du Mondarrain sont un site naturel remarquable géré par le conservatoire d'espaces naturels d'Aquitaine depuis 1996, en partenariat avec les communes d'Itxassou et d'Espelette. Ces milieux humides sont d'une grande richesse écologique. Le massif du Mondarrain et de l'Artzamendi est inscrit au réseau Natura 2000. Il a fait l'objet d'un document d'objectifs rédigé par le CEN Aquitaine en partenariat avec l'EHLG (Euskal Herriko Laborantza Ganbara) et validé en avril 2013.
Une promenade pédestre emprunte l’étroite route départementale D349 à voie unique et double sens (circulation automobile difficile et dangereuse) qui parcourt une gorge sauvage où coule la Nive. Elle conduit au Pas de Roland, un rocher percé d'un trou situé en contrebas de la route, au bord de la rivière, en aval de son confluent avec le Laxia.
La commune accueille également la « Forêt aux lapins », un parc à thèmes sur les lapins.

## Personnalités liées à la commune
- Pierre Dospital, né en 1950 à Itxassou, est un joueur de rugby à XV, qui a joué avec l'équipe de France et avec l'Aviron bayonnais.

## Équipements
La commune dispose d'un aérodrome, au sommet du mont Urzumu (ou Ursumu - 180 m), qui propose des activités de vol à voile.

### Enseignement
L'enseignement primaire est dispensé dans une école publique et deux écoles privées (Saint-Joseph et Arrokagarai Ikastola).